# Condado de Lubbock
El condado de Lubbock es uno de los 254 condados del estado estadounidense de Texas. La sede del condado es Lubbock. El condado tiene un área de 2.333 km²(de los cuales 2 km² están cubiertos por agua) y una población de 242.628 habitantes, para una densidad de población de 104 hab/km² (según censo nacional de 2000). Este condado fue fundado en 1851.

## Geografía

### Vías principales
- Interestatal 27
- Autopista nacional 62 / Autopista nacional 82
- Autopista nacional 84
- Autopista nacional 87
- Autopista estatal 114

### Condados vecinos
- Hale  (norte)
- Crosby  (este)
- Lynn  (sur)
- Hockley  (oeste)

## Historia
El condado de Lubbock fue creado el 21 de agosto de 1876, por medio de un acta de la legislación en Austin, que dividió al condado de Bexas, que incluía partes de la zona Norte de Texas y los llanos del sur, en 48 condados. Uno de los nuevos condados, conocido como Condado de Lubbok, se nombró en honor a Tom S. Lubbock, un ranger de Texas, oficial confederal y hermano de Francis R. Lubbock, gobernador de guerra civil de Texas. En el momento de su creación, el condado de Lubbock estaba integrado al condado de Baylor, y permaneció de ese modo hasta la organización del condado de Crosby en 1887.
Una vez que se decidió la sede del condado, se iniciaron elecciones para organizar el condado el 10 de marzo de 1891. El coronel G.W. Shannon fue elegido el primer juez del condado. Permaneció en el cargo hasta el 17 de noviembre de 1894, cuando fue sucedido por P.F. Brown. Los primeros comisionados del condado fueron J.D. Caldwell, F.E. Wheelock, L.D. Hund y Van Sanders. El primer alguacil fue William M. Lay.

## Demografía
Para el censo de 2000, había  personas, 92.516 cabezas de familia, y 60.135 familias residiendo en el condado. La densidad de población era de 270 habitantes por milla cuadrada.
La composición racial del condado era:
- 74,30% blancos
- 7,67% negros o negros americanos
- 0,59% nativos americanos
- 1,31% asiáticos
- 0,04% isleños
- 14,15% otras razas
- 1,96% de dos o más razas.

Había 92.516 cabezas de familia, de las cuales el 31.70% tenían menores de 18 años viviendo con ellas, el 48,20% eran parejas casadas viviendo juntas, el 12,60% eran mujeres cabeza de familia monoparental (sin cónyuge), y 35,00% no eran familias.
El tamaño promedio de una familia era de 3 miembros.
En el condado el 25,70% de la población tenía menos de 18 años, el 16,30% tenía de 18 a 24 años, el 27,90% tenía de 25 a 44, el 19,20% de 45 a 64, y el 11,00% eran mayores de 65 años. La edad promedio era de 30 años. Por cada 100 mujeres había 95,80 hombres. Por cada 100 mujeres mayores de 18 años había 92,60 hombres.

### Evolución demográfica
A continuación se presenta una tabla que muestra la evolución de la población entre 1900 y 1990
| Año        | 1900 | 1910 | 1920  | 1930  | 1940  | 1950   | 1960   | 1970   | 1980   | 1990   |
| ---------- | ---- | ---- | ----- | ----- | ----- | ------ | ------ | ------ | ------ | ------ |
| Habitantes | 293  | 3624 | 11096 | 39104 | 51782 | 101048 | 156271 | 179295 | 211651 | 222636 |

## Economía
Los ingresos medios de una cabeza de familia del condado eran de USD$32.198 y el ingreso medio familiar era de $41.067. Los hombres tenían unos ingresos medios de $29.961 frente a $21.591 de las mujeres. El ingreso per cápita del condado era de $17.323. El 12.00% de las familias y el 17.80% de la población estaban debajo de la línea de pobreza. Del total de gente en esta situación, 21.60% tenían menos de 18 y el 10.70% tenían 65 años o más.

## Localidades
| - Abernathy - Acuff - Buffalo Springs - Idalou - Lubbock | - New Deal - Ransom Canyon - Reese Center - Shallowater | - Slaton - Slide - Wolfforth - Woodrow |